# Lakiloko Keakea

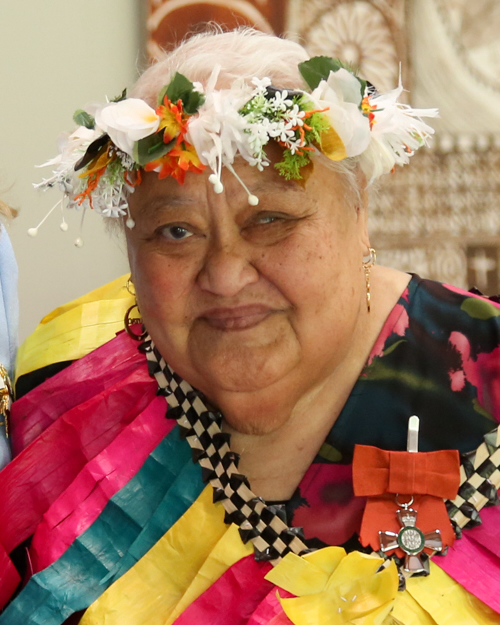
Lakiloko Keakea

Lakiloko Tepae Keakea MNZM (* 1948/1949 auf Nui, damals Kronkolonie Gilbert- und Elliceinseln) ist eine in Neuseeland lebende tuvaluische Künstlerin.

## Leben und Werk
Keakea wurde 1948 oder 1949 auf dem Atoll Nui geboren, das damals zur britischen Kronkolonie Gilbert- und Elliceinseln gehörte und heute Teil des 1978 unabhängig gewordenen Tuvalus ist. 1957 zog Keakea mit ihrer Familie auf die Insel Niutao, wo sie erstmals mit der Kunst des mea taulima, also der händischen Herstellung künstlerischer Objekte, in Berührung kam. Ihr erstes von ihr hergestelltes Kunstobjekt war ein Gürtel, danach folgten Körbe, Fächer und Ablagetabletts. Mit ihrem ersten Ehemann ging sie 1971 nach Kiribati, wo sie einer kirchlichen Frauengruppe beitrat und dort die Kunst der kolose, einer pazifischen Häkelkunst, kennenlernte. Unter anderem fertigte Keakea in den nächsten Jahren verschiedene gehäkelte Kleidungsstücke an.
Später ging sie wieder zurück nach Tuvalu und trat dort dem Künstlerinnenkollektiv Fakapotopotoga Fafine Tuvalu bei, einem Forum, in dem Frauen von allen Atollen Tuvalus sich über ihre künstlerischen Fertigkeiten und die Traditionen ihrer jeweiligen Heimatatolle austauschten. In dem Forum lernte Keakea in den 1970ern unter anderem auch den Stil der fafetu kennen, die drei Frauen aus dem Kollektiv bei einer Reise auf die Marianen kennengelernt hatten. Beim fafetu handelt es sich um eine Webkunst mit sternförmigen Motiven, die traditionell mit Fasern von Schraubenbäumen und Kokospalmen dekoriert werden. Der Stil des fafetu entwickelte sich für Keakea zu einem persönlichen Symbol für Tuvalu. Daneben stellte sie auch sogenannte Laga (gewobene tuvaluische Matten), Titi Tao (traditionelle tuvluische Tanzkleider) und Fou, traditionelle tuvaluische Kopfgirlanden, her.
1996 zog sie nach Neuseeland und wohnt dort in Rānui in West Auckland. Dort wurde sie Teil eines lokalen Künstlerinnenkollektivs namens Fafine Niutao i Aotearoa. Auch in Neuseeland war sie weiterhin künstlerisch tätig, zunächst sowohl im fafetu als auch im kolose, konzentrierte sich aber seit etwa 2007 vorwiegend auf letzteres. Ab 2012 stellte sie 40 weitere fafetu her. Laut ihrer Enkelin integrierte Keakea dabei die neuseeländische Kultur in ihr künstlerisches Werk. Sie entwickelte sich dabei zu einer der renommiertesten Vertreter der sogenannten Pasifika handcrafts.
2012 war Keakea auf einer Ausstellung im Auckland Art Gallery verschiedener ozeanischer Künstler vertreten. Weitere Ausstellungen folgten in den nächsten Jahren in kleineren Museen. 2018 fand in der Aucklander Galerie Objectspace Keakeas erste große Werksaustellung statt. 2019 wurde Keakeas Werk in einer Einzelschau im Dowse Art Museum in Wellington ausgestellt. Es war die erste Einzelausstellung tuvaluischer Kunst in diesem Museum. Die Ausstellung der Galerie Objectspace ging später in Neuseeland auf Tour und gastierte 2021 unter anderem im Whangārei Art Museum und in der Ashburton Art Gallery.
Keakea ist verheiratet, Mutter dreier Kinder und hat mehrere Enkel und Urenkel. Sie ist auf einem Auge erblindet.

## Auszeichnungen
- 2017: Pacific Heritage Art Award im Rahmen der Arts Pasifika Awards des Arts Council of New Zealand Toi Aotearoa/Creative New Zealand[12]
- 2023: Member des New Zealand Order of Merit (MNZM) „für Verdienste um die tuvaluische Kunst“[13]